# Moros y cristianos (film)
Pour Moros y Cristianos, voir Moros y cristianos (homonymie).
Pour plus de détails, voir Fiche technique et Distribution.
Moros y cristianos est un film espagnol réalisé par Luis García Berlanga, sorti en 1987.

## Synopsis
Une famille, propriétaire d'une usine de nougat, part à Madrid, contre l'avis du patriarche de la famille, pour promouvoir ses produits dans un salon professionnel.

## Fiche technique
- Titre : Moros y cristianos
- Réalisation : Luis García Berlanga
- Scénario : Rafael Azcona et Luis García Berlanga
- Photographie : Domingo Solano
- Montage : José Luis Matesanz
- Société de production : Anem Films, Anola Films et Estela Films
- Pays :  Espagne
- Genre : Comédie
- Durée : 116 minutes
- Dates de sortie : 
  -  Espagne : 28 octobre 1987

## Distribution
- Luis Escobar : Fray Félix
- Fernando Fernán Gómez : Don Fernando
- Verónica Forqué : Monique
- Agustín González : Agustín
- Chus Lampreave : Antonia
- José Luis López Vázquez : Jacinto López
- Andrés Pajares : Marcial
- María Luisa Ponte : Marcella
- Antonio Resines : Olivares
- Pedro Ruiz : Pepe
- Rosa Maria Sardà : Cuqui Planchadell
- Joan Monleón : Joan
- Luis Ciges : Ropero
- Diana Peñalver : Criada
- Florentino Soria : Florentino

## Distinctions
Le film a reçu quatre nominations au prix Goya et a remporté le prix Goya de la meilleure actrice dans un second rôle pour Verónica Forqué.